# 김지현 (뮤지컬 배우)
김지현 (1990년 2월 24일 ~, 영어: Kim Ji Hyun) 은, 대한민국의 여성 뮤지컬 배우이다. 2012년에 한성대학교 무용학과에서 현대무용을 전공하였으며 졸업했다.

## 경력

### 뮤지컬
- 2014년 1월 17일~2014년 2월 16일《로스트가든 - 용인》- 용인 포은아트홀
- 2014년 6월 5일~2014년 8월 3일《싱잉인더레인》- 충무아트홀 대극장
- 2015년 7월 11일~2015년 9월 6일《아리랑》- LG아트센터
- 2015년 11월 10일~2016년 1월 10일《베르테르》- 예술의전당 오페라하우스 토월극장
- 2016년 1월 15일~2016년 1월 17일《베르테르 - 대구》- 계명아트센터
- 2016년 1월 22일~2016년 1월 24일《베르테르 - 창원》- 성산아트홀 대공연장
- 2016년 1월 29일~2016년 1월 31일《베르테르 - 부산》- 부산문화회관 대극장
- 2016년 2월 12일~2016년 2월 13일《베르테르 - 대전》- 대전예술의전당 아트홀
- 2016년 4월 15일~《사랑은 비를 타고》- 동양예술극장 (웨딩 이벤트업체 직원 미리 역)[1]
- 2016년 2월 24일~2016년 6월 4일《맘마미아》- 샤롯데씨어터
- 2017년 2월 9일~2017년 2월 28일《동이》- 동숭무대 소극장[2]

### CF
- 2017년 에쓰-오일 뮤지컬 주유소편